# Kuzma (település)
Kuzma (szlovénül: Kuzma, régi vend neve Küzdoblani) falu és a hasonló nevű alapfokú közigazgatási egység, azaz község központja a Muravidéken, a Pomurska statisztikai régióban, Szlovéniában.

## Fekvése
Muraszombattól 30 km-re északnyugatra, a Vendvidéki-dombság (Goričko) területén, az szlovén-osztrák határ közelében, a Lukaj-patak partján fekszik.

## Története

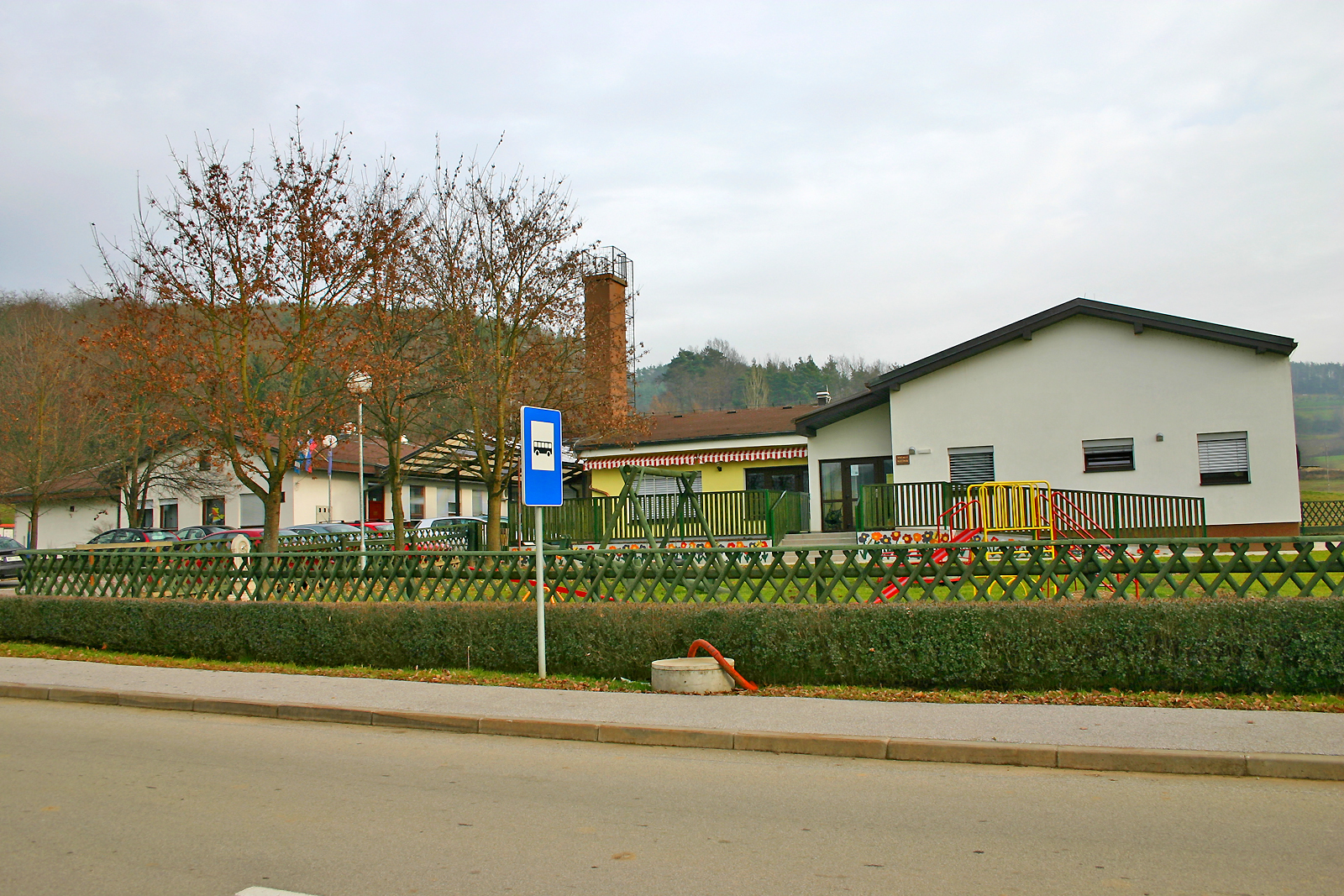
Általános iskola

A mai Kuzma község legrégibb része Felsőcsalogány (Gornji Slaveči) első említése 1365-ben történt "Poss. Alsozleueche, Felseueche" alakban. Felső-Lendva várához tartozott. Ugyanilyen nevű helységet sorolnak föl 1387-ben Dobra vár tartozékai között is "Zaloucha, Zalocha" néven. Dobrát 1387-ben kapja királyi adományként a Balog nembeli Felsőlendvai Széchy Miklós nádor.
A 15. században épült fel itt egy kápolna, melyet Szent Kozma és Damján vértanúk tiszteletére szenteltek. A település nevét temploma védőszentjéről kapta. 1607-től a dobrai uradalommal együtt a Batthyány család birtoka. A dobrai uradalom 1697-es urbáriuma Kuzmát a hozzá tartozó 26 falu között sorolja fel. A Győri egyházmegye egyik 1698-as feljegyzése szerint a Szent Kozma és Damján templom a felsőlendvai plébániához tartozik.
1890-ben Kuzmának 407 lakosa volt, közülük 297 szlovén, 88 német, 4 magyar és 18 egyéb nemzetiségű.
Vályi András szerint "KUZMAN. Tót falu Vas Várm. földes Ura G. Batthyáni Uraság, lakosai katolikusok, fekszik Felső Lendvának szomszédságában, és annak filiája, határja hegyes, földgye sovány, réttye tsekély."
Fényes Elek szerint "Kuzma, vindus falu, Vas vmegyében, a f. lendvai uradalomban: 160 kath., 80 evang. lak."
Vas vármegye monográfiája szerint "Kuzma. Házszám 74, lélekszám 407. A lakosok vendek és németek, vallásuk r. kath. és ág. ev. Postája Felső-Lendva, távírója Szent-Gotthárd. Földesurai a Nádasdyak voltak."
1910-ben 381, túlnyomórészt szlovén lakosa volt. A trianoni békeszerződésig Vas vármegye Muraszombati járásához tartozott. 1919-ben a Szerb–Horvát–Szlovén Királysághoz csatolták, mely 1929-ben a Jugoszlávia nevet vette fel. 1921-ben a népszámlálás szerint 471 szlovén, 83 magyar (ezek elsősorban magyarosodni akaró németek és szlovénok voltak) és egy más nemzetiségű lakosa volt. Lakóiból 362 katolikus és 193 evangélikus volt. 1931-ben 549 lakos élt itt. 1941-ben ismét Magyarországhoz került, majd 1945 után véglegesen Jugoszlávia része lett. 1971-ben 500 lakosa, 109 háza, 112 háztartása volt. Lakói főként mezőgazdaságból éltek. 1991 óta a független Szlovén Köztársaság része.

## Nevezetességei

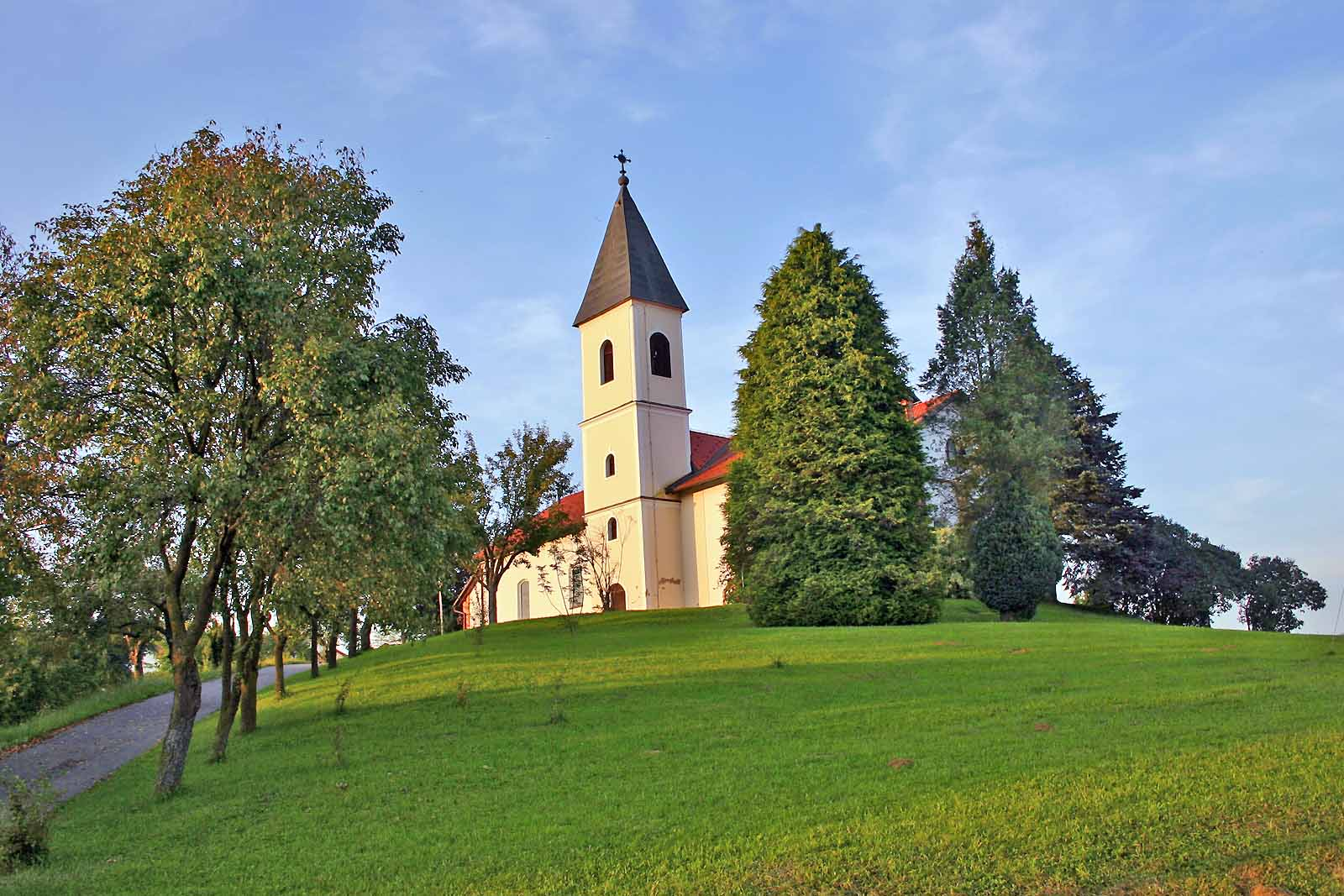
A Szent Kozma és Damján templom

Szent Kozma és Damján vértanúk tiszteletére szentelt római katolikus temploma a 15. században eredetileg kápolnának épült. A kápolna az évszázadok során tönkrement. A mai templomot 1963 és 1969 között építették és 1969. szeptember 27-én szentelték fel.